# Михайлов, Артём Васильевич
Артём Васильевич Михайлов (род. 3 октября 1975, Первомайский, Калмыцкая АССР) — российский политический и государственный деятель, председатель Народного Хурала (Парламента) Республики Калмыкия (с октября 2023 года).

## Биография
Артём Михайлов родился в посёлке Первомайский Приютненского района Калмыцкой АССР 13 октября 1975 года.
В 2003 году завершил обучение в Калмыцком государственном университете по специальности «Биолог». В 2006 год окончил учиться в Современной гуманитарной академии по программе «Менеджмент в образовании».
Трудовую деятельность начал в феврале 1993 года механизатором в ТОО «Первомайское». Проработал здесь до октября 1993 года. Призван на срочную службу в ряды Вооружённых сил Российской Федерации. С 1993 по 1995 годы проходил службу командиром орудия в Московской области.
Демобилизовавшись, с июля по сентябрь 1995 года работал слесарем в ТОО «Первомайское». С началом учебного года, с 1995 по 2003 годы осуществлял трудовую деятельность учителем МКОУ «Первомайский сельский лицей». В 2003 году назначен на должность директора МКОУ «Первомайский сельский лицей».
В 2023 году избран по округу № 7 в депутаты Народного Хурала (Парламента) Республики Калмыкия седьмого созыва. В октябре 2023 года большинством голосов депутатов был избран председателем Народного Хурала.

## Семья
Женат, воспитывает двоих детей.

## Награды
Награждена:
- Орден Мужества (30.11.1995);
- Знак отличия военнослужащих «За службу на Кавказе» (24.07.2002)
- Почётный работник общего образования Российской Федерации.